# Hochschulprüfung

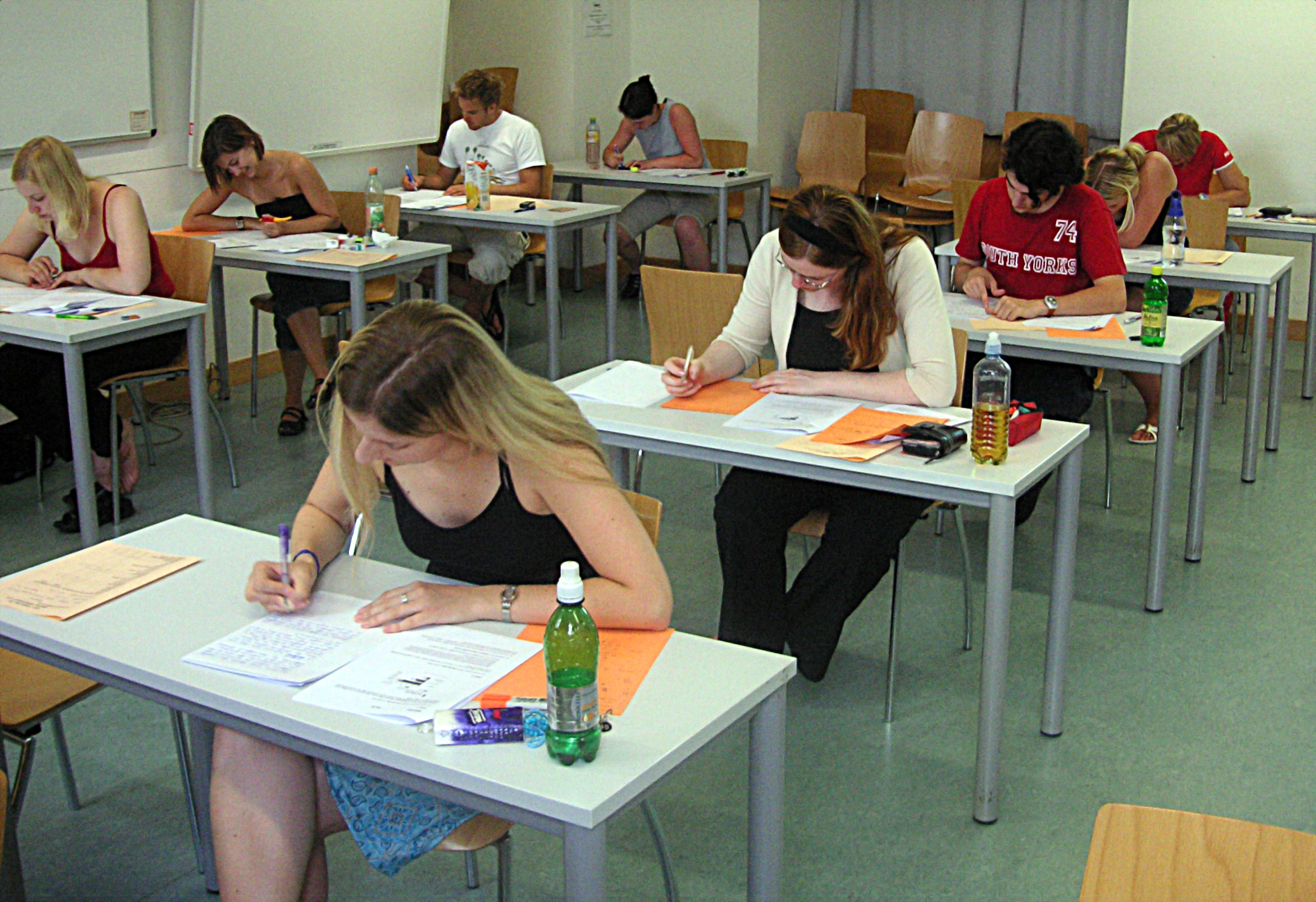
Hochschulprüfung an der Universität Wien (2005)

Eine Hochschulprüfung ist eine Prüfung im Rahmen des Studiums an einer Hochschule (zum Beispiel eine Modulabschlussprüfung). Die wichtigste Hochschulprüfung ist die Abschlussprüfung, nach der ein akademischer Grad verliehen wird.
Viele Hochschulsysteme, etwa das der Vereinigten Staaten, kennen zwar Prüfungen im Verlaufe und am Ende der Semester, aber keine Studienabschlussprüfung.

## Hochschulprüfungen in Deutschland

### Allgemeines
Inhalt und Aufbau der Prüfung liegen im Rahmen der Hochschulgesetzgebung in der Zuständigkeit der Hochschule, wobei die Prüfungsordnung durch die zuständige Landesbehörde genehmigt sein muss. Die einzelnen Prüfungsordnungen sind zudem oft gemäß einer Rahmenprüfungsordnung gestaltet. Dennoch können sich Studieninhalte und Prüfungsmodalitäten erheblich voneinander unterscheiden.
In Deutschland werden die akademischen Grade Diplom, Magister, Lizenziat, Bachelor, Master und Doktor sowie die Habilitation durch Hochschulprüfungen erlangt. Im Zuge des Bologna-Prozesses, der die Vereinheitlichung von Hochschulabschlüssen in Europa vorsieht, werden die Diplom- und Magisterstudiengänge weitestgehend abgeschafft und auf Bachelor- und Masterabschlüsse umgestellt.

### Abgrenzung zu anderen Abschlussprüfungen

#### Staatsexamen
Neben der Gruppe der studienbegleitenden Hochschulprüfungen gibt es noch das Staatsexamen, bei dem der Aufbau und die Inhalte des Studiums sowie der Ablauf der Prüfungen und die Zusammensetzung der Kommissionen landes- bzw. bundesweit einheitlich geregelt sind. Bei den entsprechenden Studiengängen wird dies durch das verstärkte Interesse der Gemeinschaft an der Einheitlichkeit der Prüfungsanforderungen und damit der Qualität bestimmter Ausbildungen begründet.

#### Kirchliche Prüfung
Als dritte Gruppe von Prüfungen existiert die kirchliche Prüfung, bei der die jeweilige Landeskirche Ausbildung und Prüfung ihrer angehenden Pfarrer und Kirchenmusiker selbst regelt. Im Allgemeinen bieten die theologischen Fakultäten jedoch auch sogenannte Fakultätsexamen und Magisterprüfungen an, die auch als Hochschulprüfungen durchgeführt werden, jedoch nicht unbedingt zum Pfarramt berechtigen.

#### Berufsakademien
Berufsakademien sind keine Hochschulen und verleihen die Abschlüsse Diplom (BA) und Bachelor nicht als akademische Grade, sondern als staatliche Abschlussbezeichnungen.